# Stichopogon bengalensis
Stichopogon bengalensis is een vliegensoort uit de familie van de roofvliegen (Asilidae). De wetenschappelijke naam van de soort is voor het eerst geldig gepubliceerd in 1997 door Joseph & Parui.